# Tây Tiến (xã)
Tây Tiến là một xã cũ thuộc huyện Tiền Hải, tỉnh Thái Bình, Việt Nam.

## Địa lý
Xã Tây Tiến có diện tích 5,38 km², dân số năm 2022 là 4.402 người, mật độ dân số đạt 818 người/km².

## Hành chính
Xã Tây Tiến được chia thành 4 thôn: Đông Cao 1, Đông Cao 2, Nguyệt Lũ, Tân Lập.

## Lịch sử
Ngày 28 tháng 9 năm 2024, Ủy ban Thường vụ Quốc hội ban hành Nghị quyết số 1201/NQ-UBTVQH15 về việc sắp xếp đơn vị hành chính cấp xã giai đoạn 2023 – 2025 của tỉnh Thái Bình (nghị quyết có hiệu lực từ ngày 1 tháng 11 năm 2024). Theo đó, thành lập xã Ái Quốc trên cơ sở toàn bộ 5,38 km² diện tích tự nhiên và quy mô dân số là 4.402 người của xã Tây Phong.